# Chetone malankiatae
Chetone malankiatae là một loài bướm đêm thuộc phân họ Arctiinae, họ Erebidae.